# リスガイ属
リスガイ属（リスガイぞく、Mammilla）は、タマガイ科（Naticidae）に属する巻貝である。殻高 2~3 cm 程度の卵円形の薄い貝殻をもち、殻口は広く、臍孔は臍盤でほぼふさがれる。ふたは革質。軟体は大きく、殻をおおう。浅海の砂底に棲み、他の貝を捕食する。属名の mammilla は、乳首を意味する。

## 種
- Mammilla melanostoma リスガイ（奄美以南の熱帯太平洋）
- Mammilla mammata ヌノメリスガイ（東シナ海~西太平洋[2]）
- Mammilla mikawaensis ミカワネズミ（本州中部~四国沖）

ネズミガイとリスガイはいずれも臍孔がふさがれ、若貝の模様はよく似るが、リスガイの方が殻の色が明るくてわずかに細長く光沢が強い。オオネズミガイはネズミガイよりもさらに球形に近く、臍孔がふさがれない。ヌノメリスガイとミカワネズミも臍孔がふさがれず、殻に光沢が無い。
この属に近い貝として、白色で細密な螺線をもつネコガイは、臍孔は開き、Sininae亜科のネコガイ属 Eunaticina に分類される。また、白色で厚い殻をもち臍孔がC字型にふさがれるトミガイは、トミガイ亜科 Polinicinae のトミガイ属 Polinices に分類される。江戸時代の武蔵石壽による『目八譜』には鼠介、白鼠、富介として掲載されているが、異なる種族との認識はまだない。